# Championnats du Danemark de cyclo-cross
Les championnats du Danemark de cyclo-cross sont des compétitions de cyclo-cross organisées annuellement afin de décerner les titres de champion du Danemark de cyclo-cross.
Les premiers championnats ont été disputés en 1976. Henrik Djernis détient le record de victoires chez les hommes avec 16 titres. 
Une compétition féminine est organisée depuis 1990. Nikoline Hansen a remporté le titre à quatre reprises.

## Palmarès masculin

### Élites
| Année | Vainqueur         | Deuxième              | Troisième             |
| ----- | ----------------- | --------------------- | --------------------- |
| 1976  | Leif Jørgensen    | Benny Pedersen        | Gunnar Vangsgaard     |
| 1977  | Leif Jørgensen    | Eigil Sørensen        | Gunnar Vangsgaard     |
| 1978  | Leif Jørgensen    | Alan Møller           | Per Breinholt         |
| 1979  | Leif Jørgensen    | Eigil Sørensen        | Palle Andersen        |
| 1980  | Alan Møller       | Leif Jørgensen        | Palle Andersen        |
| 1981  | Alan Møller       | Leif Jørgensen        | Palle Andersen        |
| 1982  | Alan Møller       | Leif Jørgensen        | Palle Andersen        |
| 1983  | Alan Møller       | Jan Jørgensen         | Palle Andersen        |
| 1984  | Alan Møller       | Palle Andersen        | Jan Østergaard        |
| 1985  | Henrik Djernis    | Jan Østergaard        | Palle Andersen        |
| 1986  | Henrik Djernis    | Alan Møller           | Jan Aaling            |
| 1987  | Henrik Djernis    | Alan Møller           | Arne Jørgensen        |
| 1988  | Henrik Djernis    |                       |                       |
| 1989  | Henrik Djernis    | Michael Jørgensen     | Alan Møller           |
| 1990  | Henrik Djernis    | Michael Jørgensen     | Ernst Albin Hansen    |
| 1991  | Henrik Djernis    | Michael Jørgensen     | Thomas Norup          |
| 1992  | Henrik Djernis    | Michael Jørgensen     | Jan Østergaard        |
| 1993  | Henrik Djernis    | Jan Østergaard        | Peter Faldt Jensen    |
| 1994  | Henrik Djernis    | Michael Jørgensen     | Marc-Tune Madsen      |
| 1995  | Henrik Djernis    | Jan Østergaard        | Michael Jørgensen     |
| 1996  | Henrik Djernis    | Michael Jørgensen     | Jesper Agergaard      |
| 1997  | Henrik Djernis    | Jesper Agergaard      | Klaus Vesterlund      |
| 1998  | Henrik Djernis    | Jan Østergaard        | Michael Rasmussen     |
| 1999  | Jesper Agergaard  | Thomas Bonne          | Henrik Djernis        |
| 2000  | Henrik Djernis    | Thomas Bonne          | Klaus Vesterlund      |
| 2001  | Henrik Djernis    | Christian Barnechow   | Thomas Norup          |
| 2002  | Thomas Bonne      | Joachim Parbo         | Carsten Schaeffer     |
| 2003  | Thomas Bonne      | Joachim Parbo         | Carsten Schaeffer     |
| 2004  | Kim Petersen      | Tommy Moberg          | Joachim Parbo         |
| 2005  | Kim Petersen      | Tommy Moberg          | Joachim Parbo         |
| 2006  | Joachim Parbo     | Anders Klinkby        | Christian Poulsen     |
| 2007  | Joachim Parbo     | Tommy Moberg          | Christian Poulsen     |
| 2008  | Christian Poulsen | Joachim Parbo         | Tommy Moberg          |
| 2009  | Joachim Parbo     | Christian Poulsen     | Tommy Moberg          |
| 2010  | Joachim Parbo     | Tommy Moberg          | Kenneth Hansen        |
| 2011  | Kenneth Hansen    | Joachim Parbo         | Tommy Moberg          |
| 2012  | Kenneth Hansen    | Jonas Pedersen        | Tommy Moberg          |
| 2013  | Kenneth Hansen    | Jonas Pedersen        | Tommy Moberg          |
| 2014  | Jonas Pedersen    | Kenneth Hansen        | Joachim Parbo         |
| 2015  | Benjamin Justesen | Søren Nissen          | Joachim Parbo         |
| 2016  | Simon Andreassen  | Kenneth Hansen        | Klaus Nielsen         |
| 2017  | Simon Andreassen  | Sebastian Fini        | Kenneth Hansen        |
| 2018  | Sebastian Fini    | Kenneth Hansen        | Niels Bech Rasmussen  |
| 2019  | Sebastian Fini    | Kenneth Hansen        | Joachim Parbo         |
| 2020  | Sebastian Fini    | Jonas Lindberg        | Lasse Laugesen        |
| 2021  | Sebastian Fini    | Jonas Lindberg        | Ian Millennium        |
| 2022  | Simon Andreassen  | Gustav Dahl (da)      | Karl-Erik Rosendahl   |
| 2023  | Sebastian Fini    | Gustav Wang           | Tobias Lillelund      |
| 2024  | Daniel Weis       | Bjørn Andreassen      | Karl-Erik Rosendahl   |
| 2025  | Daniel Weis       | Mads Schulz Jørgensen | Jonas Posselt Gamborg |

### Espoirs
- 2001 : Peter Riis
- 2016 : Sebastian Fini
- 2017 : Andreas Lund Andresen
- 2018 : Jonas Lindberg
- 2019 : Andreas Lund Andresen
- 2020 : Joshua Gudnitz
- 2021 : Oliver Sølvhøj
- 2022 : Oliver Sølvhøj
- 2023 : Gustav Wang

### Juniors
| Année | Vainqueur               | Deuxième                 | Troisième             |
| ----- | ----------------------- | ------------------------ | --------------------- |
| 1970  | Poul Erik Hansen        | Arne Kristensen          | Bjarne Sørensen (de)  |
| 1971  | Arne Kristensen         | Per Sandahl (de)         | Bjarne Pedersen       |
| 1972  | Bjarne Sørensen (de)    | Bjarne Pedersen          | Jes Kajberg           |
| 1973  | Olaf Pedersen           | Per Thomsen              | Kim Svendsen          |
| 1974  | Per Thomsen             | Allan Møller             | Gert Frank            |
| 1975  | Allan Møller            | Lars Udby (de)           | Hans J. Madsen        |
| 1976  | Mads Vejbye             | Palle Andersen           | Per Jensen            |
| 1977  | Palle Andersen          | Søren T. Sørensen        | Jens Schrøder         |
| 1978  | Jan Jensen              | Søren Sørensen           | Jesper S. Jørgensen   |
| 1980  | Lars Berthelsen         | Kim Eriksen              | Brian Christensen     |
| 1981  | Brian Christensen       | Lars Berthelsen          | Kim Eriksen           |
| 1982  | Brian Christensen       | Lars Jensen              | Michael Bøegh         |
| 1983  | Henrik Djernis          | Kim F. Olsen             | Jesper Laursen        |
| 1984  | Henrik Djernis          | Ryan Sørensen            | Henrik Juul           |
| 1985  | Ryan Sørensen           | Lennie Kristensen        | Michael Jørgensen     |
| 1986  | Michael Jørgensen       | Ernst Albin Hansen       | Lennie Kristensen     |
| 1987  | Ernst Albin Hansen      | Morten Rasmussen         | Nikolaj Skotte        |
| 1988  | Thomas Nørup            | Michael Rosborg          | Morten Nielsen        |
| 1989  | Michael Rosborg         | Michael Laursen          | Thomas Nørup          |
| 1990  | Peter Skjold            | Michael Laursen          | Henrik Christensen    |
| 1991  | Mark Tune Madsen        | Michael Blaudzun         | Heino Petersen        |
| 1992  | Kim Bang Sørensen       | Jesper Agergaard         | Mark Tune Madsen      |
| 1993  | Jesper Agergaard        |                          |                       |
| 1994  | Klaus Nielsen           |                          |                       |
| 1995  | René Lohse              | Peter Rosendal           | Kim Foldager          |
| 1996  | René Lohse              | Mikkel Holm              | Dennis Dueholm        |
| 1997  | René Lohse              | Kaare Holm               | Peter Riis            |
| 1998  | Kim Petersen            | Peter Riis               | Simon Søndergaard     |
| 1999  | Kim Petersen            | Tommy Moberg             | Michael Mølbæk        |
| 2000  | Dan Andersen            | Jacob Kjeldsen           | Jacob Lindsel         |
| 2001  | Dan Andersen            | Søren Søby               | Asger Mølgaard        |
| 2002  | Søren Søby              | Lasse Salling            |                       |
| 2003  | Michael Qvindbjerg      | Kristian Skov            |                       |
| 2004  | Michael Qvindbjerg      | Esben Blicher            | Brian Vile            |
| 2005  | Brian Vile              | Jannik Hyldtoft          | Nicolaj Hougaard      |
| 2006  | Jannik Hyldtoft         | Morten Gregersen         | Michael Kohberg       |
| 2007  | Morten Gregersen        | Michael Kohberg          | Jonas Guddal          |
| 2008  | Jonas Guddal            | Kenneth Hansen           | Simon Qvortrup        |
| 2009  | Kenneth Hansen          | Nikolaj Hansen           | Jeppe Lykke Hartvig   |
| 2010  | Jonas Pedersen          | Emil Arvid               | Christian Axelsen     |
| 2011  | Magnus Cort             | Emil Arvid               | Nikolaj Østergaard    |
| 2012  | Simon Hamman            | Magnus Skjøth            | Niels Bech            |
| 2013  | Sebastian Fini          | Louis Bendixen           | Mikkel Møller         |
| 2014  | Simon Andreassen        | Tobias Kongstad          | Anders Bregnhøj       |
| 2015  | Simon Andreassen        | Anthon Charmig           | Christian Storgaard   |
| 2016  | Christian Storgaard     | Carl Erik Schoulgin      | Niklas Patino         |
| 2017  | Anders Lilliendal       | Oliver Errebo            | Alexander Andersen    |
| 2018  | Joshua Gudnitz          | Ian Millennium           | Mikkel Bertelsen      |
| 2019  | Joshua Gudnitz          | Markus Heuer             | Tobias Lillelund (da) |
| 2020  | Gustav Wang             | Oliver Sølvhøj           | Tobias Lillelund (da) |
| 2022  | Daniel Weis             | Mads Landbo              | Frederik Lykke (da)   |
| 2023  | Albert Withen Philipsen | Hector Damgaard          | Tore Troelsen (da)    |
| 2024  | Albert Withen Philipsen | Jonas Gamborg            | Hugo Rishøj           |
| 2025  | Oskar Koudal            | Marius Engelbrecht Linde | Oscar Dige            |

## Palmarès féminin
| Année | Vainqueur            | Deuxième                | Troisième               |
| ----- | -------------------- | ----------------------- | ----------------------- |
| 1990  | Gitte Hjortflod      |                         |                         |
| 1991  | Sanne Schmidt        | Karin Jacobsen          | Maria Nybo              |
| 1996  | Lotte Schmidt        | Karin Jacobsen          |                         |
| 2000  | Karin Jacobsen       |                         |                         |
| 2002  | Mette Andersen       | Karin Jacobsen          | Lis Jacobsen            |
| 2003  | Mette Andersen       | Nadine Bruhn            | Karin Jacobsen          |
| 2004  | Nadine Bruhn         | Karin Jacobsen          | Lis Jacobsen            |
| 2005  | Mette Andersen       | Janni Vestergaard       | Karin Jacobsen          |
| 2006  | Julie Bollerup       | Janni Vestergaard       | Nina Hovn Lieb          |
| 2007  | Karin Jacobsen       | Nikoline Hansen         | Mie Brix Hansen         |
| 2008  | Nikoline Hansen      | Maria Kruse             | Birgitte Nielsen        |
| 2009  | Nikoline Hansen      | Birgitte Nielsen        | Trine Lorentzen         |
| 2010  | Nikoline Hansen      | Mette Andersen          | Birgitte Nielsen        |
| 2011  | Annika Langvad       | Margriet Kloppenburg    | Nikoline Hansen         |
| 2012  | Nikoline Hansen      | Margriet Kloppenburg    | Signe Diana Strandvig   |
| 2013  | Margriet Kloppenburg | Cathrine Grage          | Helle Qvortrup Bachmann |
| 2014  | Annika Langvad       | Margriet Kloppenburg    | Cathrine Grage          |
| 2015  | Annika Langvad       | Helle Haugaard          | Cathrine Grage          |
| 2016  | Caroline Bohé        | Malene Degn             | Margriet Kloppenburg    |
| 2017  | Malene Degn          | Caroline Bohé           | Mie Saabye              |
| 2018  | Malene Degn          | Caroline Bohé           | Kristina Thrane         |
| 2019  | Caroline Bohé        | Viktoria Smidth         | Signe Koch              |
| 2020  | Caroline Bohé        | Anna-Sofie Nørgaard     | Marie Barbara Holm      |
| 2021  | Caroline Bohé        | Sofie Heby              | Signe Koch              |
| 2022  | Caroline Bohé        | Caecilie Christoffersen | Mie Pedersen            |
| 2023  | Caroline Bohé        | Ann-Dorthe Lisbygd      | Anna-Sofie Nørgaard     |
| 2024  | Ann-Dorthe Lisbygd   | Anna-Sofie Nørgaard     | Mie Pedersen            |
| 2025  | Caroline Bohé        | Ann-Dorthe Lisbygd      | Mille Foldager Nielsen  |

## Sources
- Palmarès masculin
- Palmarès féminin
- Palmarès espoirs
- Palmarès juniors